# Бабич, Любо
Любомир Тито Стьепан Бабич (хорв. Ljubomir Tito Stjepan Babić, род. 14 июня 1890г. Ястребарско - ум. 14 мая 1974г. Загреб) — один из крупнейших хорватских художников и графиков XX столетия.

## Жизнь и творчество
Л.Бабич родился в дворянской семье, его отцом был судья Антон Бабич. Гимназическое образование получил в Беловаре и Загребе (окончил загребскую гимназию в 1908 году). Брал частные уроки у художников Клемента Крнчича и Белы Чикоша Сесии, учился также в Школе искусств. В 1908 году поступает, по примеру отца, на факультет права Загребского университета. однако затем бросает юриспруденцию ради занятий живописью. Благодаря помощи, оказанной Л.Бабичу его школьным другом, графом Теодором Пеячевичем, молодой человек поступает в мюнхенскую Академию художеств, где его руководителями были Ангело Янк (в 1910—1911 годах), и Франц фон Штук (в 1911—1913). В Мюнхене Л.Бабич изучает также анатомию в Медицинской школе, необходимую ему как художнику. 1913—1914 годы он проводит в Париже, однако с началом Первой мировой войны возвращается на родину. В своей мастерской художник открывает «Школу современного искусства». В 1916 он начинает преподавать в загребской Академии искусств, в 1940 году он становится профессором Академии, и покидает её, уйдя на пенсию, лишь в 1961 году. Среди его учеников — Винко Грдан. В 1920 году художник совершает путешествие по Испании, где много рисует, создавая целый цикл «испанских работ». В 1930—1936 он много ездит по родной Хорватии, создавая аналогичную «хорватскую серию». В 1930-е годы Л.Бабич также посещает с лекциями различные художественные школы и институты Хорватии и других европейских стран. В 1932 он получает учёную степень по истории искусств на философском факультете Загребского университета.
В 1919 году Л.Бабич становится первым руководителем загребской Галереи современного искусства. Он являлся организатором выставок современного французского и немецкого искусства в Загребе, а в 1950 — средневекового искусства народов Югославии в Париже. Л.Бабич был организатором Хорватского Весеннего салона (1916), Независимой группы хорватских художников (1923), «группы Трёх» (1929), «группы Четырёх» (1928) и др. В 1928 году художник избирается членом-корреспондентом Югославской академии наук и искусств; действительным её членом становится в 1950 году.
Л.Бабич известен как выдающийся югославский художник периода между двумя мировыми войнами. Он проявил себя как художник и график, мастер театрального костюма и декораций, педагог и историк искусств, музейный деятель. Писал свои картины маслом и темперой, создавал акварели, произведения графики, литографии. Картины мюнхенского периода созданы под влиянием таких художественных течений начала XX века, как символизм и модерн. После 1916 года он увлекается экспрессионизмом, перейдя затем к абстрактному искусству, в чём достиг вершины в своём творчестве. Совместно с Бранко Гавеллой Л.Бабич занимался художественным дизайном Хорватского национального театра в Загребе. Был книжным иллюстратором, интересовался искусством плаката, написал и опубликовал значительное количество работ по истории и теории художественного мастерства (вместе со статьями — около 400).
Также был основателем первого художественного театра кукол в Загребе (1920), преемником которого стал Загребский театр кукол (1948).
Художественные работы Л.Бабича многократно выставлялись на персональных и коллективных экспозициях в 1910—1974 годах в Хорватии и Югославии, на Всемирной выставке в Париже (1925) (Гран При по классу театрального искусства) и в Нью-Йорке (1926), на XXI венецианском Биеннале, на выставках в Мюнхене и на венском Сецессионе, в Загребском Весеннем салоне и др.